# Zespół ostrej niewydolności oddechowej

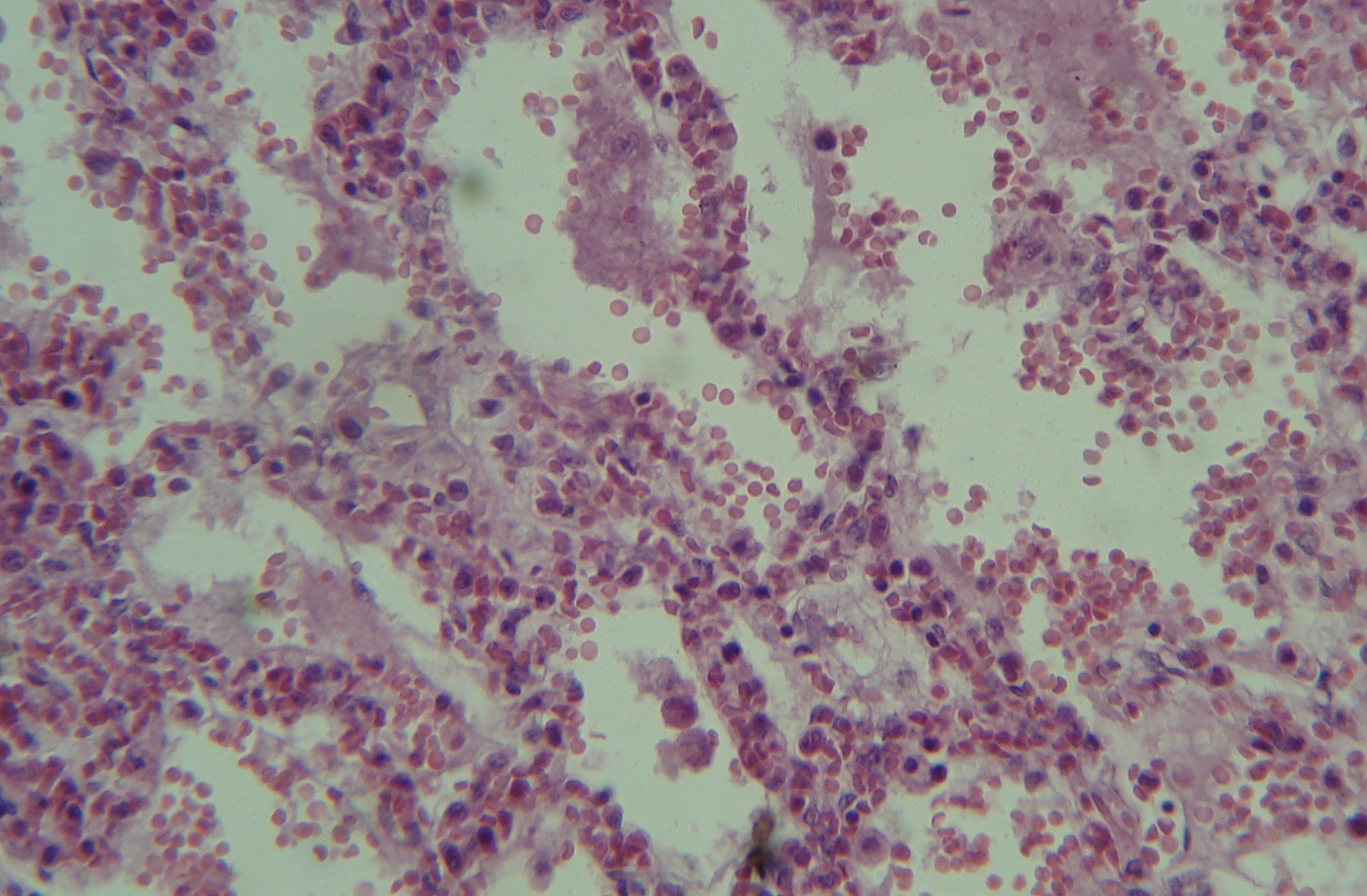
Obraz patomorfologiczny zmian w płucach w przebiegu ostrej niewydolności oddechowej

Zespół ostrej niewydolności oddechowej, ARDS (od ang. acute respiratory distress syndrome), zespół (ostrej) niewydolności oddechowej (u) dorosłych (w odróżnieniu od IRDS), dawniej: mokre płuco, płuco wstrząsowe – poważna reakcja płuc na różne czynniki je uszkadzające. Jest to najpoważniejsze schorzenie prowadzące do obrzęku płuc wskutek wzrostu przepuszczalności bariery włośniczkowo-pęcherzykowej.
ARDS jest poważnym stanem chorobowym płuc spowodowanym różnorodnymi bezpośrednimi lub pośrednimi czynnikami uszkadzającymi. Zespół ten charakteryzuje się zapaleniem miąższu płucnego prowadzącym do upośledzenia wymiany gazowej z towarzyszącym uwalnianiem mediatorów procesu zapalnego i hipoksemią. Często doprowadza do zespołu niewydolności wielonarządowej (MOF). Jest to stan zagrażający życiu, często kończący się śmiercią. Zazwyczaj wymaga zastosowania mechanicznej wentylacji oraz przyjęcia na oddział intensywnej opieki medycznej. Mniej poważną postacią jest ostre uszkodzenie płuc (ALI).

## Historia
ARDS został po raz pierwszy opisany w 1967 roku. Autorzy donosili o serii dwunastu przypadków pacjentów przebywających na oddziale intensywnej terapii. Pacjenci wykazywali różnorakie objawy; wspólne symptomy obejmowały tachypnoe, hipoksemię oraz zmętnienia na obrazach RTG klatki piersiowej. Towarzysząca nierozciągliwość płuc uniemożliwiała efektywną wentylację mechaniczną, co znajdywało odzwierciedlenie w niskiej przeżywalności. Niedługo po opisaniu zespołu objawów od lekarzy z całego świata zaczęły przychodzić doniesienia o podobnych przypadkach. Szczególnie dużo przypadków zachorowań odnotowano podczas wojny wietnamskiej (stąd dawna nazwa „płuco Da Nang”, od miasta w Wietnamie).
W następnych latach zostały podjęte próby wyjaśnienia przyczyn i opracowania strategii terapii ARDS. 

 Definicja została zaproponowana w 1994 r. przez komitet Amerykańsko-Europejskiej Konferencji Konsensusowej. Obejmowała ona takie symptomy jak stosunek ciśnienia parcjalnego tlenu w tętnicach (PaO2) do frakcji wdychanego tlenu (FiO2) mniejszy niż 200 mm Hg oraz obecność obustronnych nacieków na obrazie RTG płuc. Stosunek PaO2:FiO2 mniejszy od 300 mm Hg i większy od 200 mm Hg zaklasyfikowany został jako ostre uszkodzenie płuc (ALI). 

 W 2012 r. została opublikowana Definicja Berlińska ARDS, znosząc rozróżnienie ARDS/ALI, zamiast niego wprowadzając klasyfikację ARDS na łagodne, umiarkowane lub ciężkie.

## Przyczyny
Najczęstszymi przyczynami ARDS, stanowiącymi ok. 75% przypadków są: COVID-19, sepsa, ciężki uraz, zachłyśnięcie śliną lub zawartością żołądka oraz zachłystowe zapalenie płuc. Inne przyczyny to m.in. trauma, tonięcie, wielokrotne transfuzje oraz wdychanie substancji drażniących i toksycznych, które niszczą nabłonek płuc.

## Objawy
ARDS zwykle występuje po 3–7 dniach od wywołującego je czynnika, na przykład zranienia lub choroby. Najczęściej wykazywanymi symptomami są płytki oddech i zwiększenie częstości oddechu prowadzące do hipoksji. Do cech charakterystycznych należą: 
- ostry przebieg
- niewydolność oddechowa niespowodowana niewydolnością serca lub nadmiarem płynu
- widoczne dwustronne nacieki na obrazie RTG płuc – niemogące być w pełni wyjaśnione przez wylewy, zapaść płuca lub płatu płuca, czy guzki
- ciśnienie zaklinowania < 18 mm Hg (mierzone aby wykluczyć niewydolność serca jako przyczynę)
- 200 mm Hg < PaO2:FiO2 < 300 mm Hg (łagodne ARDS); 100 mm Hg < PaO2:FiO2 < 200 mm Hg (umiarkowane); PaO2:FiO2 < 100 mm Hg (ciężkie)

Im mniejszy stosunek PaO2:FiO2, tym mniej tlenu z wdychanego powietrza dostaje się do krwi, powodując hipoksję. U zdrowego człowieka wartość PaO2:FiO2 wynosi zwykle powyżej 450 mm Hg.

## Patogeneza

### Uszkodzenie śródbłonka lub nabłonka
Barierę włośniczkowo–pęcherzykową (barierę krew–powietrze) tworzą dwie warstwy komórek: nabłonek pęcherzyków płucnych oraz śródbłonek naczyń włosowatych. Istnieją dwa typy komórek nabłonka pęcherzyków, typ I (płaskie), podatne na uszkodzenia i stanowiące około 90% komórek nabłonka, oraz typ II (sześcienne), bardziej odporne na uszkodzenia i stanowiące pozostałe 10%. Funkcją pneumocytów typu II jest produkcja surfaktantu i transport jonów; mają również zdolność do różnicowania w pneumocyty typu I. Podczas ARDS nabłonek traci swoją integralność – staje się bardziej przepuszczalny, co może prowadzić do napływu płynu do wnętrza pęcherzyków. Uszkodzenie pneumocytów typu II powoduje zaburzenie normalnego transportu płynów, co utrudnia pozbycie się płynu zalegającego w pęcherzykach. Pojawiają się także zaburzenia w produkcji surfaktantu. W przypadku zakażenia bakteryjnego uszkodzenie nabłonka może prowadzić do pojawienia się sepsy.

### Procesy zapalne
Zapoczątkowanie i wzmocnienie stanu zapalnego w ARDS zachodzi przy udziale złożonej sieci cytokin, produkowanych lokalnie przez pneumocyty, fibroblasty i makrofagi. Do cytokin produkowanych w płucach należą: TNF-α, IL-1, IL-6, IL-8 oraz IL-10. Działają one chemotaktycznie i aktywująco na neutrofile, które migrują do płuc i tam wydzielają oksydanty, proteazy, leukotrieny i czynniki prozapalne takie jak czynnik aktywujący płytki. 

### Uszkodzenie płuc wywołane wentylacją
Mechaniczna wentylacja płuc z dużymi objętościami i ciśnieniem może uszkadzać płuco, powodując jego obrzęk lub wzmagając obrzęk już obecny. Spowodowane jest to nadmiernym rozciąganiem pęcherzyków płucnych. Innym proponowanym mechanizmem jest powodowane przez cykliczne otwieranie i zamykanie bezpowietrznych pęcherzyków płucnych uruchomienie kaskady cytokin prozapalnych. U pacjentów z ARDS zaleca się wentylację przy objętościach oddechowych mniejszych niż tradycyjnie stosowane.

## Leczenie
Terapia ARDS obejmuje:
- mechaniczną wentylację płuc ze zmniejszoną objętością oddechową
- zmniejszenie objętości przyjmowanych płynów
- terapię surfaktantem
- wdychanie tlenku azotu lub innych związków wywołujących wazodylatację
- podawanie kortykosteroidów i innych związków przeciwzapalnych.
- metodę ECMO (Extracorporeal Membrane Oxygenation) polegającą na krążeniu pozaustrojowym z zastosowaniem oksygenatora membranowego.